# Valkenswaard Challenger 1988
Il Valkenswaard Challenger 1988 è stato un torneo di tennis facente parte della categoria ATP Challenger Series nell'ambito dell'ATP Challenger Series 1988. Il torneo si è giocato a Valkenswaard in Paesi Bassi dal 14 al 20 novembre 1988 su campi in sintetico indoor.

## Vincitori

### Singolare
Wally Masur ha battuto in finale  Udo Riglewski con il punteggio di 7–6, 6–7, 7–5

### Doppio
Patrick Baur /  Udo Riglewski hanno battuto in finale  Wojciech Kowalski /  Christian Saceanu con il punteggio di 3–6, 6–4, 6–3